# Onthophagus socialis
Onthophagus socialis là một loài bọ cánh cứng trong họ Bọ hung (Scarabaeidae).